# Cryptomma
Cryptomma is een geslacht van kevers uit de familie van de loopkevers (Carabidae). De wetenschappelijke naam van het geslacht is voor het eerst geldig gepubliceerd in 1846 door Putzeys.

## Soorten
Het geslacht Cryptomma is monotypisch en omvat slechts de volgende soort:
- Cryptomma multistriatum Putzeys, 1846